# Pachycephala implicata
Sibilante-de-guadalcanal ou assobiadeira-de-guadalcanal (Pachycephala implicata) é uma espécie de ave da família Pachycephalidae.
Pode ser encontrada nos seguintes países: Papua-Nova Guiné e o Ilhas Salomão.
Os seus habitats naturais são: regiões subtropicais ou tropicais húmidas de alta altitude.